# 綾川町立綾上中学校
綾川町立綾上中学校（あやがわちょうりつ あやかみちゅうがっこう）は、香川県綾歌郡綾川町にあった公立中学校。

## 沿革
- 1947年　山田中学校、西分中学校、枌所中学校、羽床上中学校の4中学校創立
- 1957年　山田中学校と西分中学校が統合し、山田中学校となる
- 1962年　山田中学校、枌所中学校、羽床上中学校が統合し、綾上中学校となる
- 2022年　綾川町立綾南中学校との統合により廃校[1]
- 2025年　跡地にベンチャー企業ハイレゾがAIデータセンターを設立予定[2]

## 校区
- 旧綾上町全域

## 校訓
- 自主　友愛　勤勉

## 教育目標
- 目当てと実行

## 部活動

### 運動部
- 剣道部
- バスケットボール部
- 卓球部
- バレーボール部
- 軟式野球部

### 文化部
- 吹奏楽部

## 校区内の主な施設
- 柏原渓谷

## 主な学校行事
- 修学旅行
- 運動会